# Jerzy Jaroń
Jerzy Jaroń (ur. 21 lipca 1917 w Warszawie, zm. 5 maja 1991) – polski matematyk. 

## Życiorys
Studia wyższe odbył w latach 1935-1946 na Wydziale Matematyczno-Przyrodniczym Uniwersytetu Warszawskiego. W 1949 rozpoczął pracę jako asystent w Katedrze Matematyki Uniwersytetu Łódzkiego, a także w Wyższej Szkole Pedagogicznej w Łodzi. W roku 1958 obronił rozprawę doktorską opracowaną pod kierunkiem prof. Kazimierza Kuratowskiego. Teorii systemów cybernetycznych poświęcił swoją rozprawę habilitacyjną przedstawioną w roku 1961. Od 1970 profesor Uniwersytetu Łódzkiego, od 1973 profesor na Wydziale Elektroniki Politechniki Wrocławskiej. Dziekan Wydziału Elektroniki (1978-1981).
Został pochowany na Cmentarzu Grabiszyńskim (34/596/17).